# Ямато-моногатари

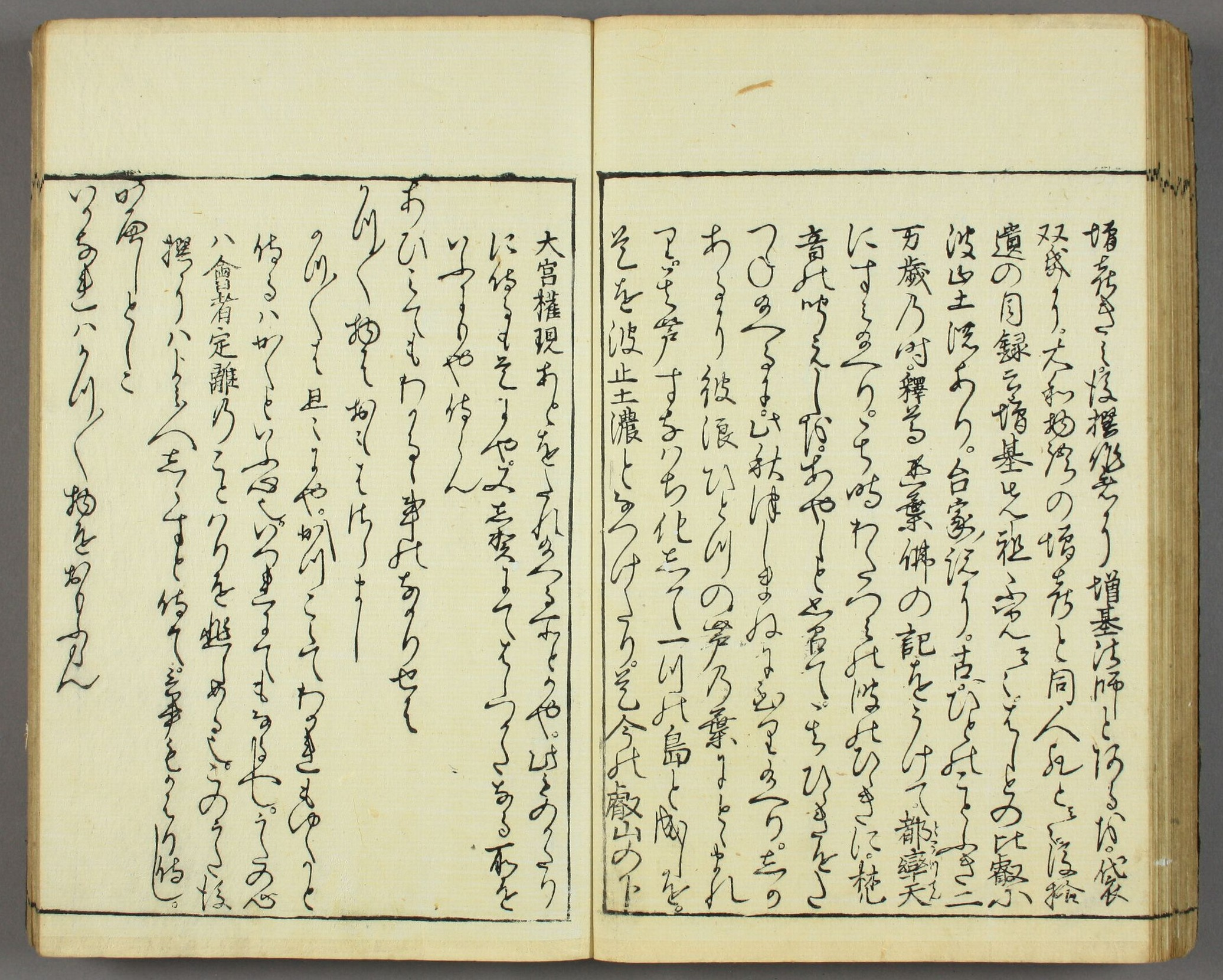
Копия Ямато-моногатари Китамуры Кигина, XVII век

«Ямато-моногатари», «Повесть о Ямато» (яп. 大和物語) — моногатари второй половины X столетия. Является одним из важнейших памятников японской литературы периода Хэйан. Автор неизвестен, но, вероятно, был близок к литературным кругам при дворе императора.

## Анализ произведения

### Предпосылки
Ута-моногатари, жанр в котором написана «Повесть о Ямато», был популярен в Японии периода Хэйан, сочетая поэзию (ута) и роман (моногатари). В частности, это сборники анекдотов или новелл, иллюстрирующих одну или несколько поэм вака. Ута-моногатари и поэзия вака получили развитие в Японии с начала периода Хэйан, по сути, из-за разрыва отношений с Китаем (в связи с падением знаменитой династии Тан), что способствовало появлению национальных предпочтений, тогда как до того всецело доминировала китайская письменность (кандзи). В девятом веке наряду с кандзи, записи ведутся японской слоговой письменностью каной, которая проще и интуитивно понятнее, чем китайское письмо: аристократы, особенно дамы (китайская письменность была привилегией для мужчин), присваивают себе эту новую форму письма, на основе которой развивается по-настоящему японская литература о жизни, любви и интригах при дворе, которая выражается через никки (дневники), моногатари (роман или рассказы) и поэзию вака. «Ямато-моногатари» иллюстрирует развитие изящной прозы в Японии середины X века, кульминацией которой несколькими десятилетия спустя, станет «Повесть о Гэндзи» (около 1000 года, «золотой век японской литературы»)..

### Структура и авторство
Ямато-моногатари составлена из 173 историй, сосредоточенными на стихах, двух приложений и нескольких более поздних добавлений. Начальная версия была написана около 951—952 года, и дополнена примерно в 1000 году, её автор неизвестен, но некоторые признаки свидетельствуют о том, что это был придворный аристократ.
Контекст написания рассказов остается неясным. Придворная жизнь Хэйан обычно описывается как изысканная, придающая значение эстетике и хорошему вкусу, представляется, что аристократы развлекались, составляя поэмы или комментируя содержание древних сказаний. Возможно, они компилировали эти рассказы в сборники того же типа, что и Ямато-моногатари. Во время их составления, поэзия вака была очень популярна в окружении императора Уды.
Ямато-моногатари — является одним из первых примеров тан-ранга: поэт сочинял начало поэмы и оставлял второму заботу о том, чтобы её дополнить. Такой состав становится обычным в более поздние периоды.

### Связь с Исэ-моногатари
Большая часть специалистов согласна, что формат Ямато-моногатари в значительной степени основан на Исэ-моногатари. Дама Исэ также появляется в разделах 1 и 147, и по крайней мере, шесть разделов явно на неё ссылаются. Тем не менее, Ямато-моногатари менее интересна, чем произведение Исэ, так как её тексты более ограничены историями об уединённой жизни при дворе, и, следовательно, обращаются главным образом к аристократам того времени, не интересуясь внутренней связностью произведения.
В отличие от Исэ-моногатари, повествование включает большое количество разных персонажей, часто исторических деятелей того времени, часто не имеющих никакого отношения друг к другу.
Согласно Р. Боуринг, Ямато-моногатари могло быть написано в окружении императора Уды в ответ на Госэн вакасю.

## Содержание

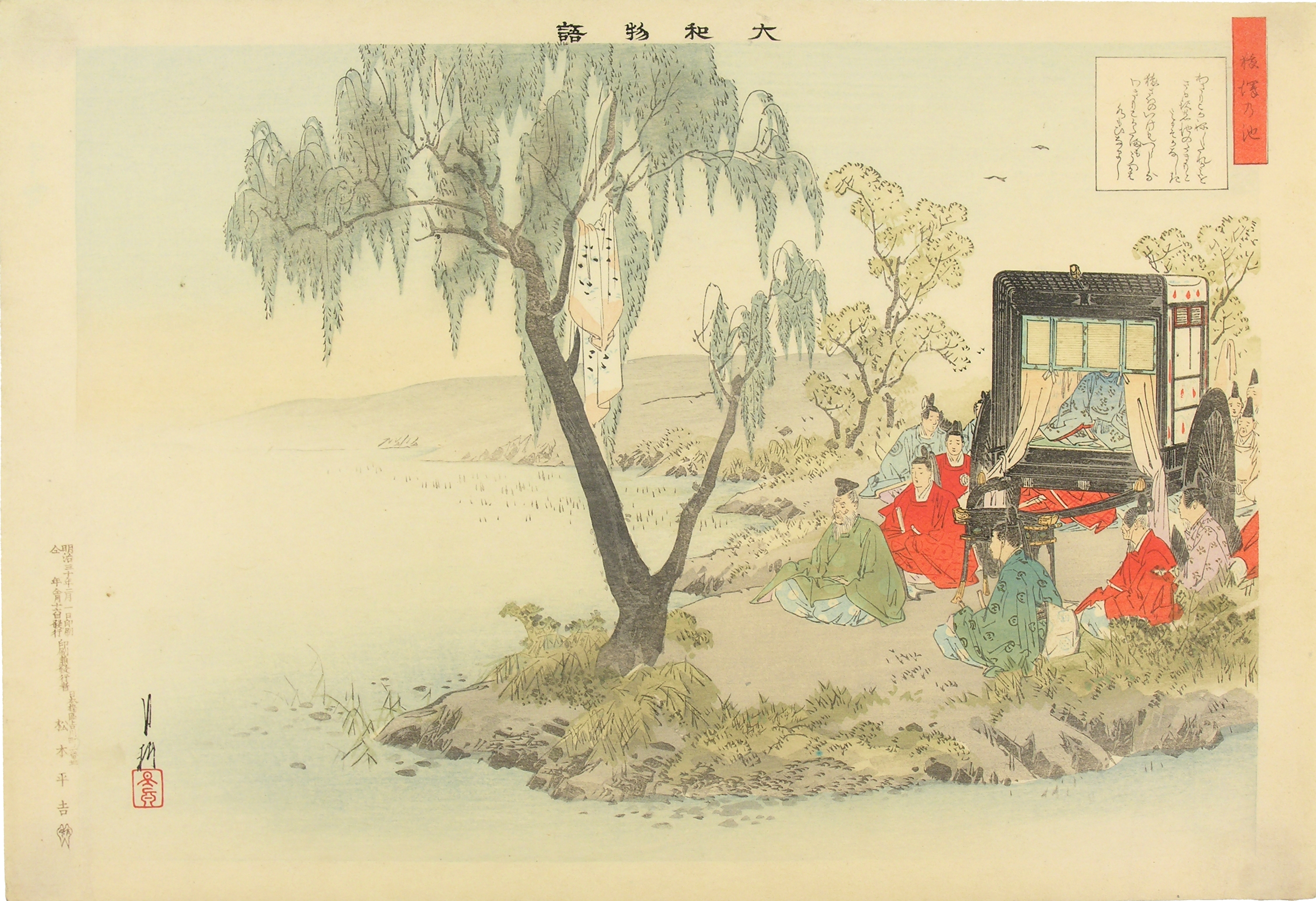
Гравюра Огата Гэкко, вдохновлённая Ямато-моногатари, 1896 год

Ямато-моногатари сосредотачивается на жизни при дворе Хэйан. В первой части преобладает поэзия вака, введения в прозе сообщают о контексте написания каждого стихотворения и его авторе. Темы близки двору, это — свадьбы, истории любви и, конечно, тайные связи. Вторую часть составляют главным образом повествования в прозе, хотя стихи остаются, описывая символы или легендарных героев.
Два приложения непосредственно вдохновлены Хэйтю-моногатари (яп. 平中物語 хэйтю: моногатари), составленной между 959 и 965 годами, хотя оригинал был более кратким и отличался в некоторых деталях. Повествование ведётся о жизни Тайры Ёсидзакэ, принадлежащем к императорской семье, и являющемся одним из списка тридцати шести бессмертных поэтов Японии. Тем не менее, повесть концентрируется главным образом на описании многочисленных любовных похождений персонажа.
Ямато-моногатари весьма ярко живописует жизнь при дворе раннего периода Хэйан (IX-X вв.), предоставляя также информацию о том, как создавались стихи, в том числе — как совершался выбор темы; повесть является также одним из первых историографических источников по ямато-э, так как упоминает про иллюстрирование стихов картинами на ширмах или бумажных рулонах.

## Культурное влияние
Анекдоты Ямато-моногатари были адаптированы для театра но, служили вдохновением для картин и гравюр.